# Petite Camargue
La Petite Camargue ne doit pas être confondue avec la Camargue, qui se situe en région Provence-Alpes-Côte d'Azur ni avec la Réserve naturelle nationale de la petite Camargue alsacienne, située en région Grand Est.
Pour les articles homonymes, voir Camargue (homonymie).
La Petite Camargue, ou Camargue gardoise, désigne la région côtière du département du Gard qui correspond à un territoire de type camarguais situé entre le Petit-Rhône et le Vidourle. Elle ne doit pas être confondue avec la Camargue qui est le delta du Rhône, ni avec la Petite Camargue alsacienne, une réserve naturelle nationale de la région Grand Est.

## Géographie

### Situation
La majeure partie du territoire de la Petite Camargue se situe entre le Petit-Rhône (à l'Est) et le Vidourle (à l'Ouest), puis entre le plateau des Costières (au Nord) et la mer Méditerranée (au Sud). Le secteur de l'étang de l'Or, situé dans le département de l'Hérault, peut aussi être rattaché à ce territoire. L'une des principales villes de la région est Vauvert, commune qui englobe plus de la moitié de son territoire (jusqu'à Sylvéréal).

### Communes concernées
Les communes suivantes sont situées au moins en partie en Petite Camargue :
- Aigues-Mortes
- Aimargues
- Aubord
- Beauvoisin (dont Franquevaux)
- Bellegarde
- Le Cailar
- Fourques
- Générac
- Le Grau-du-Roi
- Saint-Gilles
- Saint-Laurent-d'Aigouze
- Vauvert (dont Gallician, Montcalm et Sylvéréal)

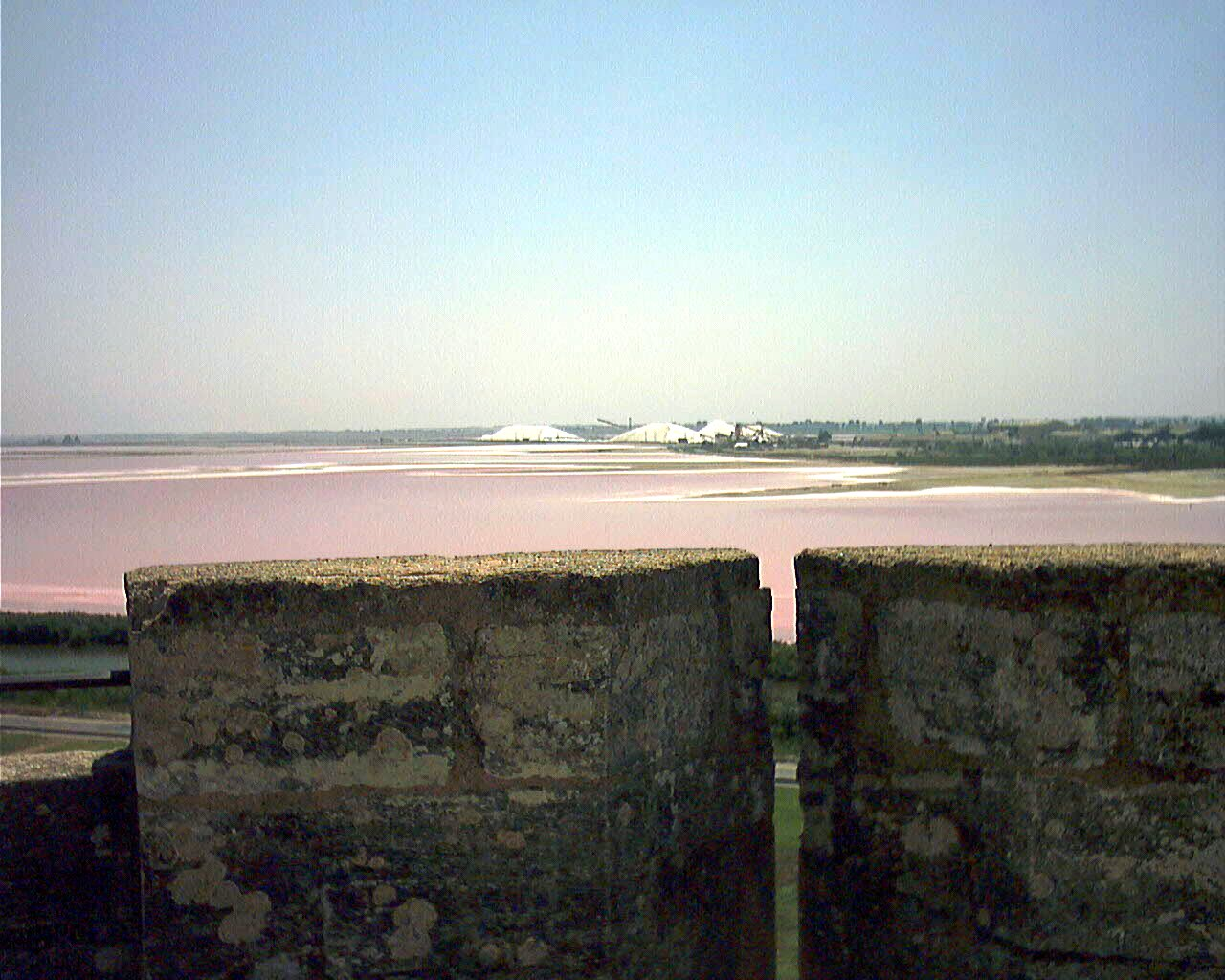
Marais salant depuis les remparts d'Aigues-Mortes
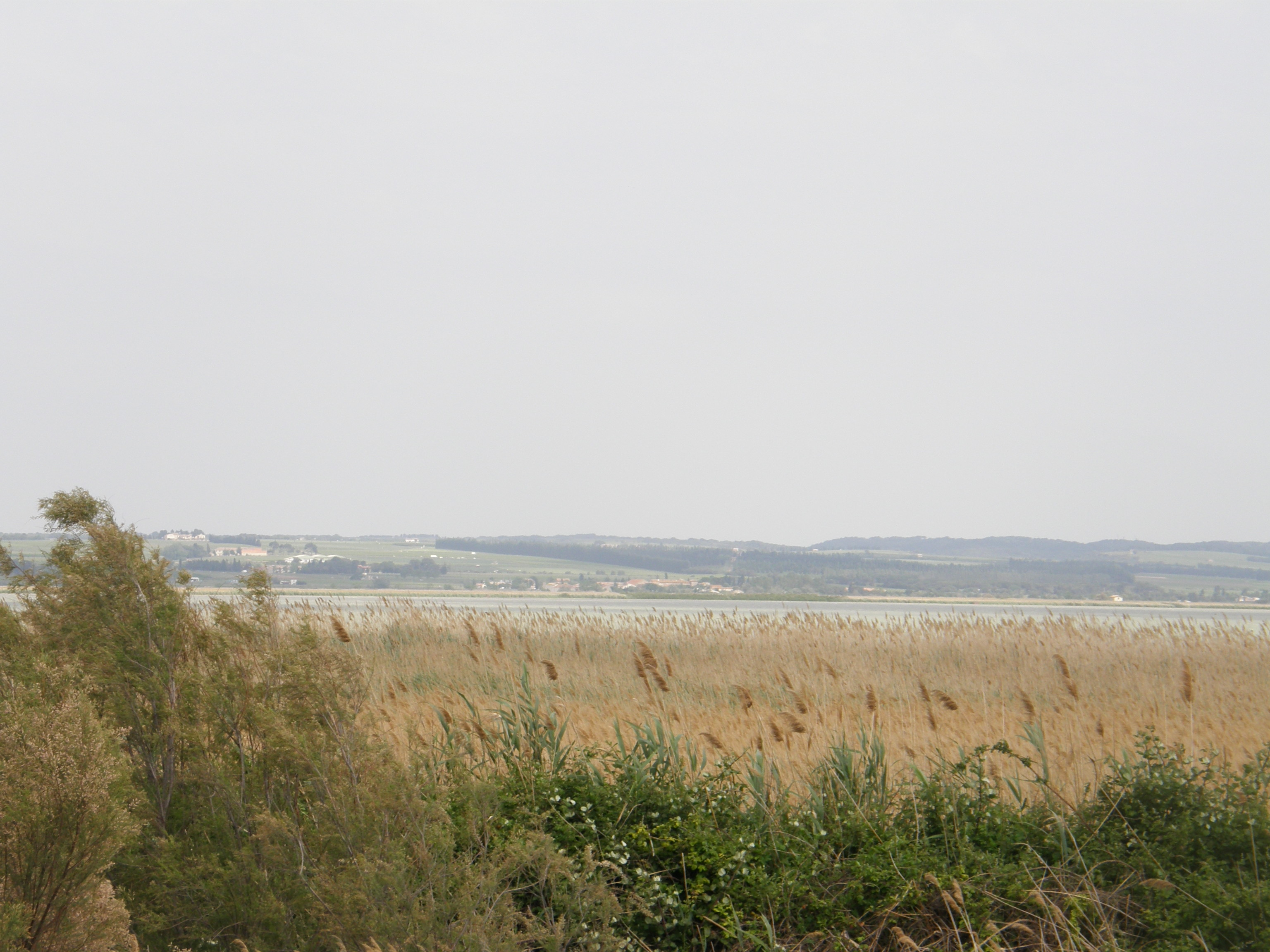
L'étang de Scamandre au pied des Costières
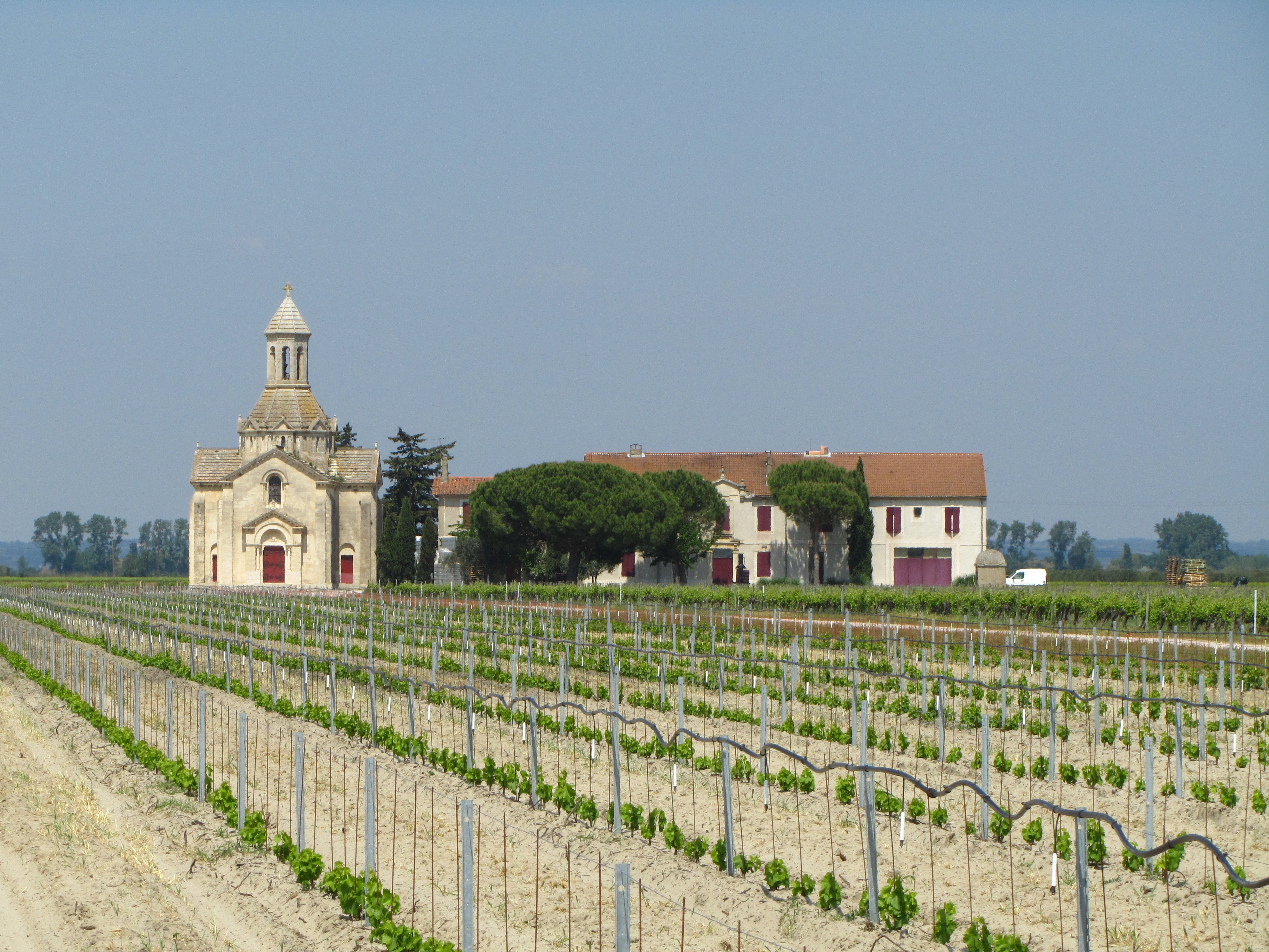
Vignes et chapelle près de Montcalm

## Milieu naturel
La petite Camargue a été désignée le 8 janvier 1996 site Ramsar pour l'importance de ses zones humides.

### Faune
La faune est diversifiée :
- lépidoptères : diane...
- amphibiens : crapaud calamite...
- oiseaux : tadorne de Belon, flamant rose, avocette élégante...

## Histoire
La Petite Camargue correspond, à l'ouest du delta actuel, à une zone anciennement occupée par des bras disparus du Rhône, qui arrosaient la côte languedocienne, entre Beaucaire et la mer. L'histoire a gardé quelques traces de cette configuration, dont les étangs de Scamandre, du Charnier et de l'Or sont les reliquats modernes. De nos jours, le Petit-Rhône en voie d'atterrissement peut également être considéré comme un reliquat de ces bras historiques, du moins dans son tracé supérieur, d'Arles à Saint-Gilles.
La Camargue gardoise est aujourd'hui un espace protégé. Elle est l'objet d'une opération Grand site et a reçu le label « Grand Site de France » en 2014. La gestion de ses ressources naturelles et la valorisation de son patrimoine ont été confiées au Syndicat mixte pour la protection et la gestion de la Camargue gardoise, regroupant 8 communes du territoire ainsi que le conseil général du Gard.